# The Supermen
The Supermen is een nummer van de Britse muzikant David Bowie, uitgebracht als de negende en laatste track op zijn album The Man Who Sold the World uit 1970. Het was een van de nummers op het album dat werd geïnspireerd door literaire figuren als Friedrich Nietzsche en Howard Phillips Lovecraft.

## Achtergrond
Het nummer is beïnvloed door de Duitse Romantiek en het thema en de tekst refereren aan de apocalyptische visies van Friedrich Nietzsche. Het prominente deel met de pauk wordt vergeleken met Richard Strauss' Also sprach Zarathustra. Later zei Bowie: "Ik was nog steeds aan het doen alsof ik Nietzsche begreep... En ik had geprobeerd om het te vertalen naar mijn eigen woorden zodat ik het kon begrijpen, en zo kwam 'Supermen' eruit." Naast Nietzsche wordt de invloed van de verhalen van H. P. Lovecraft over de "slapende oude goden" ook gezien.
Volgens Bowie werd de gitaarriff van het nummer aan hem gegeven door Jimmy Page toen hij sessiegitarist was op een van Bowie's eerste singles "I Pity the Fool" uit 1965. In 1997 gebruikte Bowie deze riff opnieuw voor het nummer "Dead Man Walking" van zijn album Earthling.
Op 12 november 1971 nam Bowie een nieuwe versie van het nummer op tijdens de sessies voor zijn album The Rise and Fall of Ziggy Stardust and the Spiders from Mars. Het verscheen op het eerst op het album Revelations - A Musical Anthology for Glastonbury Fayre in juli 1972, wat werd samengesteld door de organisatoren van het Glastonbury Festival, waar Bowie in 1971 optrad. Ook werd het in 1990 uitgebracht op de heruitgave van Hunky Dory en in 2002 op de heruitgave van Ziggy Stardust.

## Muzikanten
- David Bowie: zang, achtergrondzang
- Mick Ronson: elektrische gitaar, achtergrondzang
- Tony Visconti: basgitaar, achtergrondzang
- Mick "Woody" Woodmansey: drums